# Hanns Kaiser
Hanns Kaiser (* 13. Juni 1921 in Lindau (Bodensee); † 9. Februar 2012) war ein deutscher Internist und Rheumatologe.

## Leben
Kaiser wurde 1945 promoviert und anschließend im Wehrmachtslazarett St. Ottilien eingesetzt. Als dieses nach Kriegsende zum DP-Hospital wurde, wurde er als deutscher Arzt übernommen und betreute bis Mitte 1946 die Überlebenden der Arbeitslager des KZ Dachau.
Von 1963 bis 1984 war er Chefarzt am Westkrankenhaus Augsburg (ab 1982 Zentralklinikum Augsburg und seit 2019 Universitätsklinikum Augsburg). Ab 1975 war er Honorarprofessor an der Technischen Universität München.
Neben seiner klinischen Tätigkeit widmete er sich der Ärztefortbildung, der wissenschaftlichen Aufarbeitung der Cortisontherapie und der Information der Patienten. Bekannt wurde er vor allem durch ein Standardwerk zur Cortisontherapie, das von 1957 bis 2002 in 11 Auflagen erschienen ist.

## Ehrungen
- Ehrenmitglied der Deutschen Gesellschaft für Rheumatologie
- Ehrenmitglied der Deutschen Gesellschaft für Gerontologie
- Ehrenmitglied der Medizinischen Gesellschaft Augsburg
- Bundesverdienstkreuz am Bande 1986
- Franziskus-Blondel-Medaille der Stadt Aachen für Verdienste um die Klinische Rheumatologie 1988